# Einar Brekkan
Einar Fridrik Brekkan, född 30 juni 1974 på Island, är en svensk före detta fotbollsspelare.
Brekkan föddes på Island men flyttade som ung med familjen till Sundsvall och senare till Uppsala. Han gick gymnasielinje med bandyinriktning i Sandviken men lyckades inte spela till sig ett A-lagskontrakt med Sirius bandylag, däremot ett med fotbollssektionens A-lag.
Han värvades inför den allsvenska säsongen 1997 till nyuppflyttade Västerås SK, hos vilka han skrev på ett tvåårskontrakt. Klubben åkte ur Allsvenskan efter säsongen men Brekkan stannade kvar med klubben i Division 1 kommande säsong.
Till säsongen 1999 valde han att nappa på ett anbud från Örebro SK, för att på nytt kunna spela allsvensk fotboll.
Efter sejouren i ÖSK spelade han en säsong med Brommapojkarna innan han återvände till Sirius där han avslutade karriären som spelande marknadschef.

## Personligt
Brekkans far, som bär samma namn, är överläkare vid Akademiska sjukhuset i Uppsala. Einar Brekkans son Julius är även han fotbollsspelare.